# Xanthia virescens
Xanthia virescens är en fjärilsart som beskrevs av Mikkola 1977. Xanthia virescens ingår i släktet Xanthia och familjen nattflyn. Inga underarter finns listade i Catalogue of Life.